# Муниципальное образование «Покровка»
Муниципальное образование «Покровка» — муниципальное образование со статусом сельского поселения в 
Баяндаевском районе Иркутской области России. Административный центр — Покровка.

## Демография
По результатам Всероссийской переписи населения 2010 года 
численность населения муниципального образования составила 692 человека, в том числе 341 мужчина и 351 женщина.

## Населенные пункты
В состав муниципального образования входят населенные пункты
- Покровка
- Мильзан
- Шехаргун[2]